# Деннис-мучитель (фильм, 1993)
«Деннис-мучитель» (англ. Dennis the Menace; другие названия — «Деннис-угроза», «Несносный Деннис») — американский комедийный кинофильм. Экранизация одноимённого комикса.

## Сюжет
Пятилетний Деннис Митчелл постоянно придумывает проказы, особенно для своего пожилого соседа Джорджа Уилсона. Джордж пытается укрыться от Денниса, притворяясь спящим, но тот воспринимает это как болезнь и стреляет в него аспирином из рогатки. Родители Денниса, Генри и Элис, пытаются его дисциплинировать, оставляя с другом Джоуи Макдональдом и одноклассницей Маргарет Уэйд. Во время ремонта домика на дереве они становятся жертвами ночного бандита Сэма Свитчблейда, который крадет у них вещи.
Когда Деннис убирает краску пылесосом в гараже, он случайно заливает ею гриль Джорджа, кто начинает подозревать его. Генри и Элис оставляют Денниса с подростком-последователем Полли, которая устраивает вечеринку с парнем. Деннис шалит, наделав много бед. Джордж злится, узнав о проделках Денниса и его замене спрея.
Джордж готовится к важному событию своего садового клуба, но, когда начинается жизнь цветка, Деннис случайно открывает гаражные ворота во время вечеринки, что приводит к пограблению. Сэм похищает Денниса, и в итоге мальчик спасает ситуацию, поймав преступника и вернув украденные монеты.

## В ролях
- Уолтер Маттау — мистер Джордж Уилсон
- Мэйсон Гэмбл — Деннис Митчелл
- Джоан Плаурайт — миссис Марта Уилсон
- Кристофер Ллойд — Сэм, вор
- Леа Томпсон — Элис Митчелл
- Роберт Стэнтон — Генри Митчелл
- Эйми Сакаситц — Маргарет Уэйд
- Келлен Хэтэуэй — Джои
- Пол Уинфилд — шеф полиции
- Бен Штейн — босс
- Наташа Лионн — Полли
- Девин Рэтрей — Микки
- Хэнк Джонстон — Гюнтер Бэкман
- Мелинда Маллинз — Андреа
- Билли Бёрд — Эдит Баттервелл
- Билл Эрвин — маленький Эдвард
- Арнольд Стэнг — фотограф

## Производство
Мейсон Гэмбл получил роль Денниса Митчелла после того, как обошёл 20 тыс. других детей, которые прослушивались на его роль.
Премьера фильма состоялась 25 июня 1993 года. В Соединённых Штатах он был известен просто как «Деннис», чтобы избежать путаницы с несвязанным британским комиксом, также называемым «Деннис-мучитель», который также дебютировал в 1951 году.

### Музыка
Музыка к фильму была написана опытным композитором Джерри Голдсмитом. Недолговечный лейбл Big Screen Records выпустил альбом музыки Голдсмита вместе с фильмом в июле 1993 года; La-La Land Records выпустили полную партитуру в апреле 2014 года в рамках расширенной архивной коллекции изданий Warner Bros..
Кроме того, в фильме были представлены три старых поп-хита:  Don’t Hang Up  от The Orlons,   Whatcha Know Joe   от Джо Стаффорд (из альбома 1963 года «Сентиментальный из-за Томми Дорси») и «Жемчужная нить» Гленна Миллера.

### Домашние носители
16 ноября 1993 года Warner Home Video выпустила фильм на VHS и LaserDisc. Он был выпущен на DVD 28 января 2003 года и переиздан на двойном DVD с Dennis the Menace Strikes Again 30 августа 2005 года.

## Бюджет и сборы
Фильм имел успех в прокате. При бюджете в 35 миллионов долларов он собрал 51,3 миллиона долларов на внутреннем рынке и еще 66 миллионов долларов за рубежом до 117,3 миллиона долларов во всем мире, несмотря на в целом неоднозначные отзывы кинокритиков.

## Критика
На агрегаторе рецензий Rotten Tomatoes рейтинг одобрения, основанный на 26 рецензиях, составляет 27 % со средней оценкой 4,3 балла из 10.
Винсент Кэнби в том, что станет одним из его последних обзоров на The New York Times, отметил, что «этот „Деннис-мучитель“ — не комикс, но и не действительно фильм, определенно не один из тех, кто находится в одной головокружительной лиге с двумя фильмами „Один Дома“», добавляя, что «мистер Хьюз и мистер Касл изо всех сил пытаются воссоздать некую вневременную, идеализированную атмосферу комиксов, но, за исключением выступлений Леа Томпсон и Роберта Стэнтона, которые играют родителей Денниса, никто в фильме, кажется, не понимает сути комедии» и что фильм «просто выглядит безвкусным, не имеющим корней ни в какой реальности». Что касается других выступлений, Кэнби заявил, что Гэмбл был «красивым мальчиком, но он не проявляет той непосредственности, которая сделала Маколея Калкина таким бодрящим».

## Игра
Фильм породил одноимённую видеоигру для платформ Amiga, Super NES и Game Boy. Он включал в себя сцены, основанные на доме мистера Уилсона, простор на открытом воздухе и котельную среди прочего.